# アケローオス
アケローオス（古希: Ἀχέλῷος, Achelōos, ラテン語: Achelōus）は、ギリシア神話に登場する河の神である。オーケアノスとテーテュースの息子の一柱で、ギリシア北西部からパトライコス湾、地中海へと流れる西ギリシア地方最大の河川アケローオス川の河神。

## 容姿
変身術を得意としており、様々な姿になる事ができる。中でも雄牛や大蛇になることで知られる。本来の容姿は、上半身が人間の身体、頭には雄牛のような角、髭と長い髪を持ち、下半身は蛇の様な魚の姿である。

## 神話
ヘーラクレースがカリュドーン王オイネウスの娘デーイアネイラに求婚した際、アケローオスもデーイアネイラに求婚をしていたことから、デーイアネイラを巡って両者は激しく戦う事になった。アケローオスは様々な姿に変身してヘーラクレースを翻弄したが、雄牛の姿になったとき、片方の角をヘーラクレースに折られて降参し、その後はアケローオスの川底で傷口を癒した。
しかし、毎年春が近づくと、傷跡から敗北したことを思い出し、怒りに駆られて洪水を起こすという。なお、ヘーラクレースが折ったアケローオスの角は、果物や財宝を無尽蔵に生み出す魔法の角「豊穣の角」になったとされる。また、折れた角の傷口から流れた血がセイレーンを誕生させたとも云われる。